# خوليو فولر
خوليو فولر (بالإسبانية: Julio Fuller)‏ (6 يوليو 1956 في كوستاريكا - 21 فبراير 2019) هو لاعب كرة قدم كوستاريكي في مركز الدفاع. شارك مع منتخب كوستاريكا لكرة القدم. أما مع النوادي، فقد لعب مع نادي كارتاهينيس والرابطة الرياضية في ليمون.

## وصلات خارجية
- خوليو فولر على موقع الاتحاد الدولي (مؤرشف)  (الإنجليزية)